# Sa Pobla
Sa Pobla (hiszp. La Puebla)  – gmina w Hiszpanii, w prowincji Baleary, we wspólnocie autonomicznej Balearów, o powierzchni 48,59 km². Leży na wyspie Majorka. W 2011 roku gmina liczyła 12 871 mieszkańców.